# Жаровые трубы

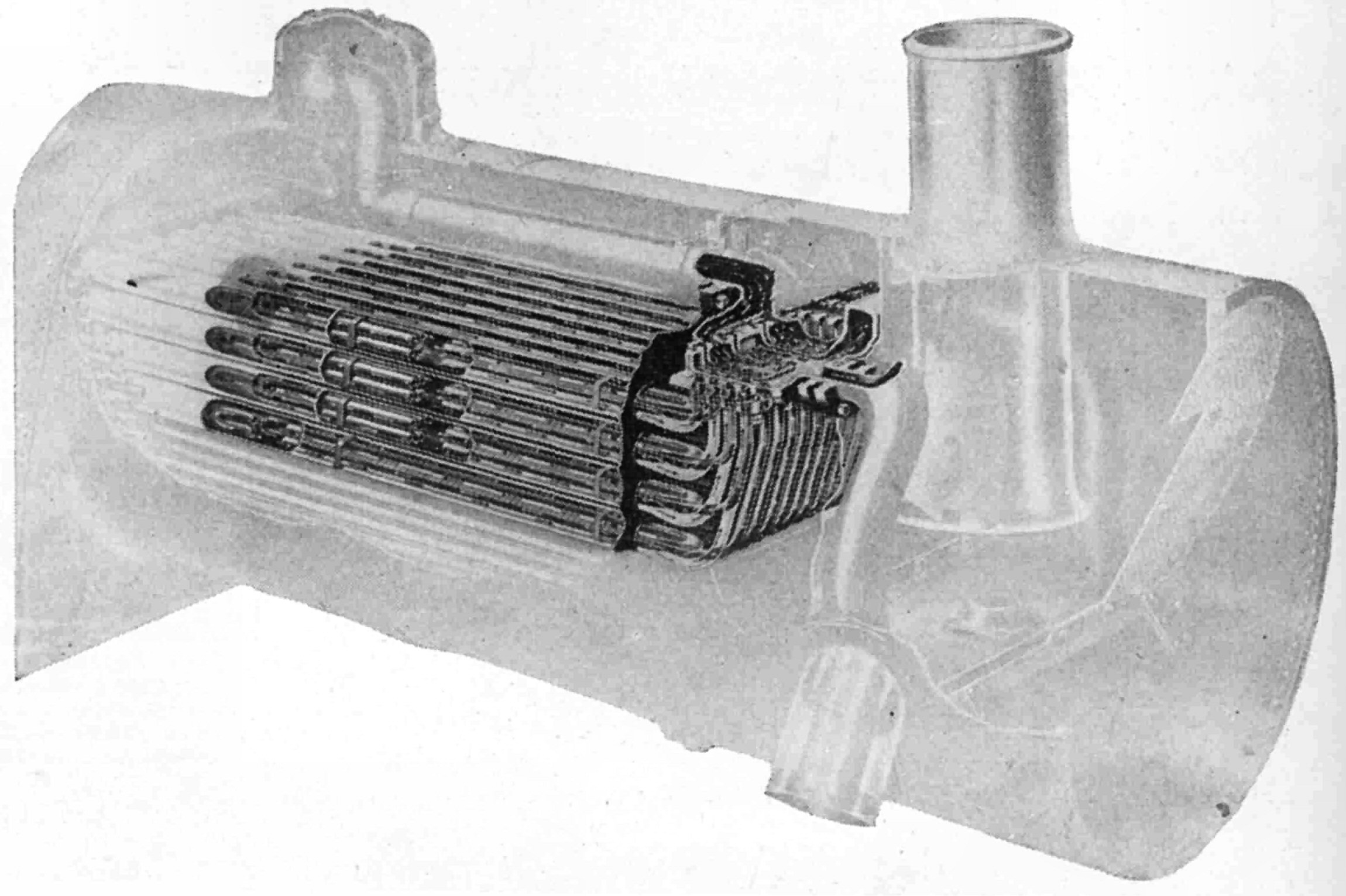
Жаротрубный пароперегреватель

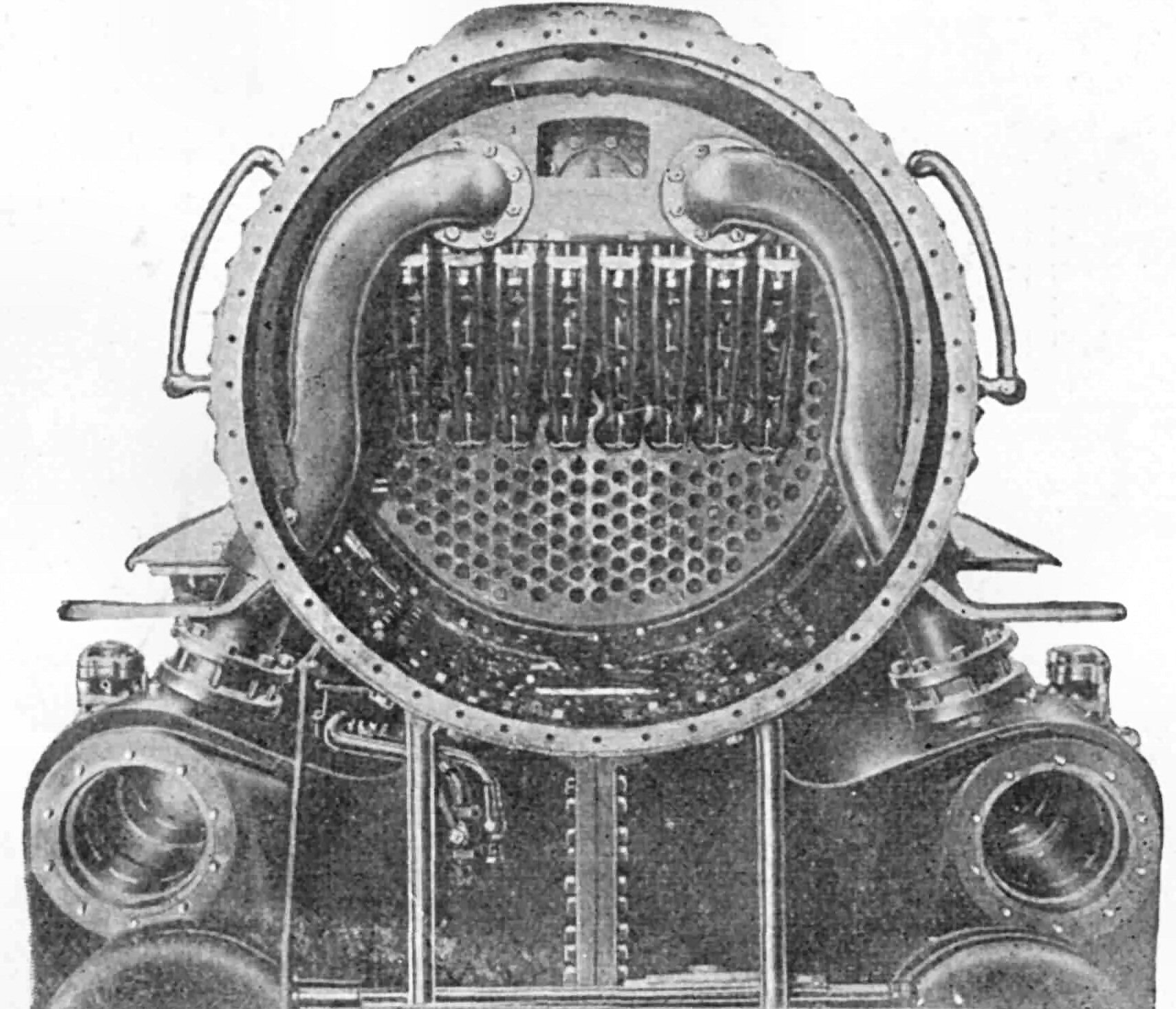
Вид на трубчатую решётку. Расположенные в верхней части жаровые трубы заметно больше в диаметре, чем расположенные под ними дымогарные

Жаровые трубы — элементы конструкции парового котла, основной компонент трубчатых пароперегревателей (такие пароперегреватели ещё называют жаротрубные). Как понятно из названия, служат для пропуска горячих газов, которые образовались в результате сгорания топлива в топке, и передаче их теплоты пару, тем самым повышая его температуру и повышая КПД котла в целом.
Ранее жаровыми называли трубы для нагрева и испарения воды. Однако после перехода на многотрубчатые котлы (1820-е), такие трубы стали называть дымогарными.
В 1890—1900 в котлах стали устанавливать первые пароперегреватели, которые поначалу имели ленточную конструкцию (пар нагревался за счёт поверхностей, закреплённых на дымогарных трубах). Впоследствии конструкция пароперегревателей претерпела серьёзные изменения. Их стали размещать в самом котле (Пилота—Слуцкого) или в дымовой коробке (Кленча, Лопушинского), но такие конструкции не получили распространения. Более удачными оказались конструкции, где нагревательные элементы пароперегреватля (U-образно согнутые трубки) размещались в отдельных трубах. Именно эти трубы и стали называться жаровыми. Собственно говоря, жаровые трубы также участвуют и в парообразовании, так как окружены водой, но всё же их основное назначение — передача тепла пару, что проходит по размещённым в жаровых трубах элементам пароперегревателя. 
По конструкции жаровые трубы аналогичны дымогарным, но больше в диаметре. Это связано с тем, что в них должны размещаться сразу несколько труб пароперегревателя, и при этом должно оставаться пространство для свободного пропуска горячих газов. Тем не менее, в ряде стран, с целью унификации, выпускались паровозы, у которых жаровые трубы имели малый диаметр, но экономичность таких котлов была заметно ниже, чем у традиционных (на 25% и более).